# Dynamine ampliata
Dynamine ampliata är en fjärilsart som beskrevs av Jose Francisco Zikán 1937. Dynamine ampliata ingår i släktet Dynamine och familjen praktfjärilar. Inga underarter finns listade i Catalogue of Life.